# Märta Arbin
Märta Brita Lovisa Arbin, född 12 maj 1901 i Katarina församling, Stockholm, död där 25 februari 1970 i Hedvig Eleonora församling, var en svensk skådespelare.
Arbin var 1929–1945 gift med filmarkitekten Manne Runsten. De är begravda på Norra kyrkogården i Visby. Hon var mor till operaregissören Lars Runsten.

## Filmografi
- 1933 – Luftens Vagabond
- 1939 – Då länkarna smiddes
- 1941 – Soliga Solberg
- 1941 – Uppåt igen
- 1943 – Kvinnor i fångenskap
- 1944 – Hets
- 1946 – Eviga länkar
- 1946 – Barbacka
- 1946 – När ängarna blommar
- 1946 – Kvinnor i väntrum
- 1947 – Dynamit
- 1948 – På dessa skuldror
- 1948 – Vi ska ha barn
- 1949 – Pappa Bom
- 1949 – Människors rike
- 1950 – Restaurant Intim
- 1950 – Bengtssons inför framtiden
- 1951 – Bärande hav
- 1952 – Eldfågeln
- 1952 – Ubåt 39
- 1952 – Kvinnors väntan
- 1953 – Skuggan
- 1954 – Simon syndaren
- 1954 – Seger i mörker
- 1955 – Sista ringen
- 1956 – Swing it, fröken
- 1956 – Nattbarn
- 1956 – Tarps Elin
- 1956 – Sista paret ut
- 1957 – Värmlänningarna
- 1961 – Ljuvlig är sommarnatten
- 1963 – Det går an
- 1963 – Isak Juntti hade många söner
- 1964 – Vi på Saltkråkan (TV-serie)
- 1965 – Salta gubbar och sextanter
- 1965 – Resa

## Teater

### Roller (ej komplett)
| År   | Roll                   | Produktion                                                                        | Regi                    | Teater                   |
| ---- | ---------------------- | --------------------------------------------------------------------------------- | ----------------------- | ------------------------ |
| 1920 | Louise                 | Äventyret (La Belle aventure) Gaston Arman de Caillavet och Robert de Flers       | Karl Hedberg            | Dramaten                 |
| 1920 | Fru de Bellune         | Madame Sans-Gêne Victorien Sardou                                                 | Karl Hedberg            | Dramaten                 |
| 1920 | En slavinna            | Flickan från Andros (Andria) Terentius                                            | Nils Personne           | Dramaten                 |
| 1921 | Kate                   | Vi mördare (Vi mordere) Guðmundur Kamban                                          | Karl Hedberg            | Dramaten                 |
| 1921 | En piga                | Svenskt folk Ivar Thor-Thunberg                                                   | Gustaf Linden           | Dramaten                 |
| 1921 | Jenny                  | Dödsdansen August Strindberg                                                      | Gustaf Linden           | Dramaten                 |
| 1921 | Tredje tjänarinnan     | Elektra Hugo von Hofmannsthal                                                     | Tor Hedberg             | Dramaten                 |
| 1921 | Frun                   | Ett drömspel August Strindberg                                                    | Max Reinhardt           | Dramaten                 |
| 1922 | Filipote               | Tartuffe (Tartuffe, ou l'Imposteur) Molière                                       | Tor Hedberg             | Dramaten                 |
| 1922 | Tjänstflickan          | Den objudna gästen (L’Intruse) Maurice Maeterlinck                                | Olof Molander           | Dramaten                 |
| 1922 | Marta                  | Stulen lycka (Tristi amori) Giuseppe Giacosa                                      | Tore Svennberg          | Dramaten                 |
| 1922 | En kvinna              | Sockenskomakarna (Nummisuutarit) Aleksis Kivi                                     | Ragnar Hyltén-Cavallius | Dramaten                 |
| 1927 | Elsa                   | Håkansbergsleken Einar Holmberg                                                   | Harry Roeck-Hansen      | Blancheteatern           |
| 1927 | Frasquita              | Socorros inackorderingar (El padrón municipal) Miguel Ramos Carrión och Vital Aza | Hjalmar Selander        | Blancheteatern           |
| 1928 | Margot                 | Bobbys sista natt James Barclay                                                   | Harry Roeck-Hansen      | Blancheteatern           |
| 1928 | Rosie                  | Fanatiker (The Fanatics) Miles Malleson                                           | Harry Roeck-Hansen      | Blancheteatern           |
| 1928 |                        | Domprosten Bomander Mikael Lybeck                                                 | Harry Roeck-Hansen      | Blancheteatern           |
| 1928 | Juliette               | Hertiginnan av Elba (Die Herzogin von Elba) Rudolf Lothar och Oscar Winterstein   | Harry Roeck-Hansen      | Blancheteatern           |
| 1928 | Pauline Aguerro        | Mary Dugans process (The Trial of Mary Dugan) Bayard Veiller                      | Harry Roeck-Hansen      | Blancheteatern           |
| 1929 | Kristina               | Påsk August Strindberg                                                            | Harry Roeck-Hansen      | Blancheteatern           |
| 1929 | Phonsine               | Maya Simon Gantillon                                                              | Harry Roeck-Hansen      | Blancheteatern           |
| 1930 | Bodil Kragh            | Storken Thit Jensen                                                               | Harry Roeck Hansen      | Blancheteatern           |
| 1930 | Elisabeth              | Norrtullsligan Einar Fröberg                                                      | Einar Fröberg           | Teatern vid Sveavägen    |
| 1931 | Amalia                 | En caprice (Un caprice) Sil Vara                                                  | Gösta Ekman             | Konserthusteatern        |
| 1932 |                        | Frihetsligan (Musse ou l’École de l ’ hypocrisie) Jules Romains                   | Per Lindberg            | Vasateatern              |
| 1938 | Sjuksköterskan         | Kvinnorna (The Women) Clare Boothe Luce                                           | Rune Carlsten           | Dramaten                 |
| 1940 | Fru Stockman           | En folkfiende Henrik Ibsen                                                        | Olof Molander           | Vasateatern              |
| 1940 | Modern                 | Idag blir igår Martha Lundholm                                                    | Martha Lundholm         | Vasateatern              |
| 1941 | Nellie                 | Nog lever farfar (On Borrowed Time) Paul Osborn                                   | Olof Molander           | Vasateatern              |
| 1942 | Kristin                | Fröken Julie August Strindberg                                                    | Per-Axel Branner        | Nya Teatern              |
| 1943 | Marie Dworschak        | I evighet amen (In Ewigkeit Amen) Anton Wildgans                                  | Per-Axel Branner        | Nya teatern              |
| 1943 | Herodias               | Salome Oscar Wilde                                                                | Per-Axel Branner        | Nya Teatern              |
| 1943 | Hotellvärdinnan        | Raid i natt (Flare Path) Terrence Rattigan                                        | Per-Axel Branner        | Nya teatern              |
| 1943 | Polina                 | Måsen (Чайка, Tjajka) Anton Tjechov                                               | Per-Axel Branner        | Nya Teatern              |
| 1945 | Nanine                 | Kameliadamen (La Dame aux camélias) Alexandre Dumas d.y.                          | Per-Axel Branner        | Nya Teatern              |
| 1945 | Ada Lester             | Tobaksvägen (Tobacco Road) Jack Kirkland                                          | Per-Axel Branner        | Nya Teatern              |
| 1946 | Emma, städerska        | Vår ofödde son Vilhelm Moberg                                                     | Alf Sjöberg             | Dramaten                 |
| 1949 | Lavinia Penniman       | Arvtagerskan (The Heiress) Ruth och Augustus Goetz                                | Per-Axel Branner        | Nya Teatern              |
| 1949 | Mrs. Tucket            | Brittsommar (September Tide) Daphne du Maurier                                    | Per-Axel Branner        | Nya Teatern              |
| 1950 | Miss Farrar            | Äktenskapsbrott (Breach of Marriage) Dan Sutherland                               | Per-Axel Branner        | Nya Teatern              |
| 1950 | Prästfrun Winemiller   | Jagande efter vind (Summer and Smoke) Tennessee Williams                          | Per-Axel Branner        | Nya Teatern              |
| 1950 | Amman                  | Medea (Medée) Jean Anouilh                                                        | Ingmar Bergman          | Intiman                  |
| 1951 | Louises mor            | Clérambard Marcel Aymé                                                            | Per-Axel Branner        | Nya Teatern              |
| 1951 | Lavinia Penniman       | Arvtagerskan (The Heiress) Ruth och Augustus Goetz                                | Per-Axel Branner        | Riksteatern/ Nya Teatern |
| 1951 | Madame Grombert        | Strutsens ägg (Les Oeufs de l'autruche) André Roussin                             | Per Gerhard             | Nya Teatern              |
| 1951 | Jacques' mor           | Resande utan bagage (Le Voyageur sans bagage) Jean Anouilh                        | Hasse Ekman             | Intiman                  |
| 1952 | Maria, Albertus hustru | De vises sten Pär Lagerkvist                                                      | Alf Sjöberg             | Dramaten                 |
| 1952 | Sidonie                | Gigi Anita Loos                                                                   | Per-Axel Branner        | Nya Teatern              |
| 1953 | Mrs Muriven            | Flodlinjen (The River Line) Charles Morgan                                        | Per-Axel Branner        | Nya Teatern              |
| 1954 | Modern                 | Lärkan (L'alouette) Jean Anouilh                                                  | Per-Axel Branner        | Nya Teatern              |
| 1957 | Anna Claras mamma      | Anna Clara Harriet Hjorth                                                         | Gösta Jonsson           | Riksteatern              |
| 1961 | Mormor                 | Det är aldrig för sent (It Is Never Too Late) Felicity Douglas                    | Åke Falck               | Intiman                  |

### Fotnoter
1. 1 2  ”Märta Arbin”. http://www.sfi.se/sv/svensk-filmdatabas/Item/?type=PERSON&itemid=59865&ref=%2ftemplates%2fSwedishFilmSearchResult.aspx%3fid%3d1225%26epslanguage%3dsv%26searchword%3dm%C3%A4rta+arbin%26type%3dPerson%26match%3dBegin%26page%3d1%26prom%3dFalse. Läst 24 september 2012.
2. ↑  FinnGraven
3. ↑  ”Håkansbergsleken”. Musikverket. http://calmview.musikverk.se/CalmView/Record.aspx?src=CalmView.Performance&id=PERF22184&pos=37. Läst 7 april 2016.
4. ↑  ”Socorros inackorderingar”. Musikverket. http://calmview.musikverk.se/CalmView/Record.aspx?src=CalmView.Performance&id=PERF22187&pos=40. Läst 7 april 2016.
5. ↑  ”Scen och Film: 'Bobbys sista natt'”. Dagens Nyheter:  s. 11. 12 januari 1928. http://arkivet.dn.se/arkivet/tidning/1928-01-12/10/11. Läst 7 april 2016.
6. ↑  ”Fanatiker”. Musikverket. http://calmview.musikverk.se/CalmView/Record.aspx?src=CalmView.Performance&id=PERF22058&pos=41. Läst 7 april 2016.
7. ↑  ”Scen och Film: Blancheteatern kl. halv 4 i dag”. Dagens Nyheter:  s. 12. 14 april 1928. http://arkivet.dn.se/arkivet/tidning/1928-04-14/101/12. Läst 7 april 2016.
8. ↑  ”Hertiginnan av Elba”. Musikverket. http://calmview.musikverk.se/CalmView/Record.aspx?src=CalmView.Performance&id=PERF22188&pos=42. Läst 7 april 2016.
9. ↑  ”Mary Dugans process”. Musikverket. http://calmview.musikverk.se/CalmView/Record.aspx?src=CalmView.Performance&id=PERF22189&pos=43. Läst 7 april 2016.
10. ↑  Stig (21 januari 1929). ”Scen och Film: 'Påsk' på Blancheteatern”. Dagens Nyheter:  s. 9. http://arkivet.dn.se/arkivet/tidning/1929-01-21/20/9. Läst 7 april 2016.
11. ↑  ”Scen och Film”. Dagens Nyheter:  s. 9. 19 mars 1929. http://arkivet.dn.se/arkivet/tidning/1929-03-19/77/9. Läst 7 april 2016.
12. ↑  ”Storken”. Musikverket. http://calmview.musikverk.se/CalmView/Record.aspx?src=CalmView.Performance&id=PERF22100&pos=54. Läst 8 april 2016.
13. ↑  Bo Bergman (13 september 1930). ”'Norrtullsligan' på scenen”. Dagens Nyheter:  s. 5. https://arkivet.dn.se/tidning/1930-09-13/248/5. Läst 24 januari 2021.
14. ↑  Bo Bergman (22 november 1931). ”Tre lördagspremiärer: 'Caprice' på Konserthusteatern”. Dagens Nyheter:  s. 4. http://arkivet.dn.se/arkivet/tidning/1931-11-22/318/4. Läst 27 augusti 2015.
15. ↑  Från Stockholms teatrar 1932 i Ord och Bild: illustrerad månadsskrift (1932) s. 122
16. ↑  Bo Bergman (15 april 1932). ”Frihetsligan”. Dagens Nyheter:  s. 1. http://arkivet.dn.se/arkivet/tidning/1932-04-15/101/1. Läst 27 augusti 2015.
17. ↑  ”En folkfiende”. Musikverket. http://calmview.musikverk.se/CalmView/Record.aspx?src=CalmView.Performance&id=PERF14270&pos=415. Läst 1 maj 2016.
18. ↑  Oscar Rydqvist (23 november 1940). ”'I dag blir i går' på Vasateatern”. Dagens Nyheter:  s. 10. http://arkivet.dn.se/arkivet/tidning/1940-11-23/321/10. Läst 25 augusti 2015.
19. ↑  ”Nog lever farfar”. Musikverket. http://calmview.musikverk.se/CalmView/Record.aspx?src=CalmView.Performance&id=PERF14263&pos=420. Läst 1 maj 2016.
20. ↑  ”Fröken Julie”. Musik- och Teaterbiblioteket. https://calmview.musikverk.se/CalmView/Record.aspx?src=CalmView.Performance&id=PERF13949&pos=790. Läst 9 mars 2025.
21. ↑  ”Tysk rapsodi på Nya teatern”. Dagens Nyheter:  s. 32. 14 maj 1943. http://arkivet.dn.se/tidning/1943-05-14/129/32. Läst 15 mars 2017.
22. ↑  ”I evighet amen”. Musik- och Teaterbiblioteket. https://calmview.musikverk.se/CalmView/Record.aspx?src=CalmView.Performance&id=PERF13994&pos=960. Läst 12 mars 2025.
23. ↑  ”Salome”. Musik- och Teaterbiblioteket. https://calmview.musikverk.se/CalmView/Record.aspx?src=CalmView.Performance&id=PERF13997&pos=963. Läst 12 mars 2025.
24. ↑  Oscar Rydqvist (29 oktober 1943). ”'Raid i natt' på Nya teatern”. Dagens Nyheter:  s. 11. http://arkivet.dn.se/arkivet/tidning/1943-10-29/294/11. Läst 25 augusti 2015.
25. ↑  ”Måsen”. Musik- och Teaterbiblioteket. https://calmview.musikverk.se/CalmView/Record.aspx?src=CalmView.Performance&id=PERF13999&pos=964. Läst 12 mars 2025.
26. ↑  ”Kameliadamen”. Musik- och Teaterbiblioteket. https://calmview.musikverk.se/CalmView/Record.aspx?src=CalmView.Performance&id=PERF14005&pos=970. Läst 15 mars 2025.
27. ↑  ”Tobaksvägen”. Musik- och Teaterbiblioteket. https://calmview.musikverk.se/CalmView/Record.aspx?src=CalmView.Performance&id=PERF14006&pos=971. Läst 15 mars 2025.
28. ↑  Sten af Geijerstam (15 april 1945). ”Vitt proleatriat på Nyan, Caldwells 'Tobaksvägen'”. Dagens Nyheter:  s. 15. https://arkivet.dn.se/tidning/1945-04-15/11161-100/15. Läst 15 mars 2025.
29. 1 2  ”Arvtagerskan”. Musik- och Teaterbiblioteket. https://calmview.musikverk.se/CalmView/Record.aspx?src=CalmView.Performance&id=PERF14144&pos=992. Läst 20 april 2025.
30. ↑  S. B-l. (30 september 1949). ”'Arvtagerskan' på Nyan”. Dagens Nyheter:  s. 13. https://arkivet.dn.se/tidning/1949-09-30/11161-264/13. Läst 20 april 2025.
31. ↑  ”Brittsommar”. Musik- och Teaterbiblioteket. https://calmview.musikverk.se/CalmView/Record.aspx?src=CalmView.Performance&id=PERF14145&pos=993. Läst 20 april 2025.
32. ↑  S. B-l. (1 december 1949). ”Teater Musik Film: Förbjuden kärlek på Nyan”. Dagens Nyheter:  s. 12. https://arkivet.dn.se/tidning/1949-12-01/11161-326/12. Läst 20 april 2025.
33. ↑  ”Nina”. Musik- och Teaterbiblioteket. https://calmview.musikverk.se/CalmView/Record.aspx?src=CalmView.Performance&id=PERF14147&pos=995. Läst 31 maj 2025.
34. ↑  Ebbe Linde (25 maj 1950). ”Diskussionspjäs på Nyan”. Dagens Nyheter:  s. 11. https://arkivet.dn.se/tidning/1950-05-25/11161-138/11. Läst 31 maj 2025.
35. ↑  ”Jagande efter vind”. Musik- och Teaterbiblioteket. https://calmview.musikverk.se/CalmView/Record.aspx?src=CalmView.Performance&id=PERF14171&pos=996. Läst 31 maj 2025.
36. ↑  N. Ö-n. (13 augusti 1950). ”Tennessee Williams på Nyan”. Dagens Nyheter:  s. 11. https://arkivet.dn.se/tidning/1950-08-13/11161-216/8. Läst 31 maj 2025.
37. ↑  ”En skugga/Medea”. Stiftelsen Ingmar Bergman. http://ingmarbergman.se/verk/en-skuggamedea. Läst 17 oktober 2015.
38. ↑  Dagens Nyheter 1 februari 1951 sid.10
39. ↑  ”Teater Musik Film”. Dagens Nyheter:  s. 10. 3 april 1951. https://arkivet.dn.se/tidning/1951-04-03/11161-88/10. Läst 20 april 2025.
40. ↑  ”Strutsens ägg”. Musik- och Teaterbiblioteket. https://calmview.musikverk.se/CalmView/Record.aspx?src=CalmView.Performance&id=PERF14175&pos=837. Läst 12 juli 2025.
41. ↑  Svenska Dagbladet 23 november 1951 sid.9
42. ↑  ”Intiman Teatern”. Leopolds Antikvariat. Arkiverad från originalet den 27 januari 2016. https://web.archive.org/web/20160127030451/http://www.abm.se/leopolds/Teatrar.Intiman.Stockholm.html. Läst 22 januari 2016.
43. ↑  ”Gigi”. Musik- och Teaterbiblioteket. https://calmview.musikverk.se/CalmView/Record.aspx?src=CalmView.Performance&id=PERF14184&pos=841. Läst 12 juli 2025.
44. ↑  ”Flodlinjen”. Musik- och Teaterbiblioteket. https://calmview.musikverk.se/CalmView/Record.aspx?src=CalmView.Performance&id=PERF14206&pos=1004. Läst 13 juli 2025.
45. ↑  ”Lärkan”. Musik- och Teaterbiblioteket. https://calmview.musikverk.se/CalmView/Record.aspx?src=CalmView.Performance&id=PERF14215&pos=1009. Läst 14 juli 2025.
46. ↑  ”Anna Clara reser på skolturné”. Dagens Nyheter:  s. 12. 21 februari 1957. https://arkivet.dn.se/tidning/1957-02-21/51/12. Läst 2 maj 2021.
47. ↑  ”'Det är aldrig för sent'”. Dagens Nyheter:  s. 16. 3 mars 1961. http://arkivet.dn.se/arkivet/tidning/1961-03-03/60/16. Läst 22 augusti 2015.